# Seth Ward

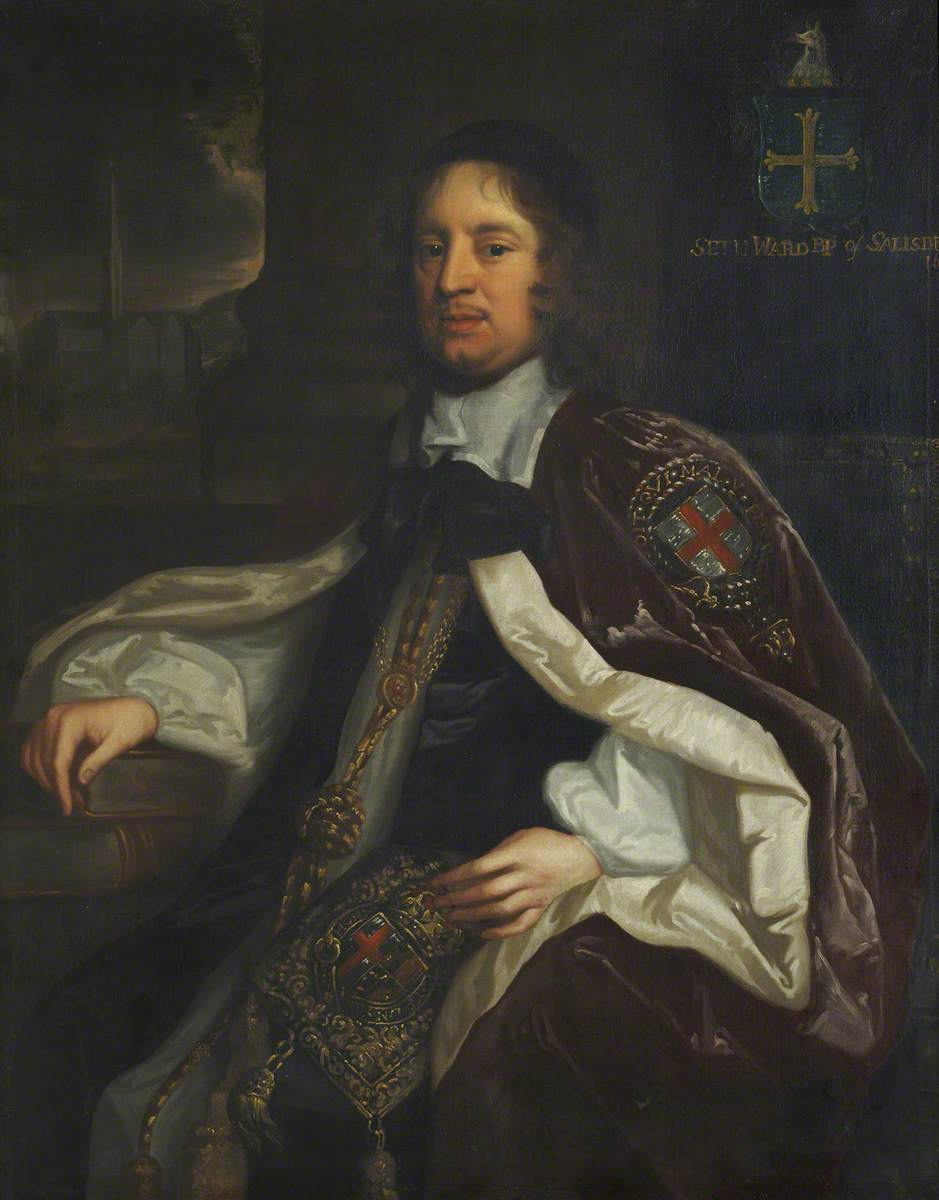
Seth Ward, Gemälde von John Greenhill (1673)

Seth Ward (* März 1617 in Buntingford, Hertfordshire; † 6. Januar 1689 in Knightsbridge, Middlesex) war ein englischer Astronom sowie Bischof von Exeter und Salisbury.

## Leben und Wirken
Ward wurde am 5. April 1617 in der St Mary’s Church von Aspenden getauft. Er war der zweite Sohn von John Ward († 1656) und dessen Frau Martha Dalton († 1646).
Ward besuchte zunächst die Grammar School in Buntingford und begann am 1. Dezember 1632 an Sidney Sussex College in Cambridge zu studieren. Er graduierte 1637 zum Baccalaureus artium (B.A.). 
In seiner Disputation diskutierte er die Unterschiede zwischen dem Julianischen und dem Gregorianischen Kalender. Am 27. Juli 1640 erlangte er den Grad eines Magister artium (M.A.). Ward erregte schnell die Aufmerksamkeit von Samuel Ward (1572–1643), der ihn förderte, und beeindruckte John Bainbridge (1582–1643). 1643 wurde er „Lecturer“ für Mathematik der Universität.
1643 wurde Ward mit anderen führenden Universitätsmitgliedern im St John’s College festgesetzt, da er den Eid auf das zwischen den schottischen Covenanters und dem Englischen Parlament ausgehandelte Abkommen „Solemn League and Covenant“ nicht leisten wollte. Nach der Freilassung seines kranken Mentors begleitet ihn Ward in dessen Zuhause, wo dieser bald darauf verstarb. Etwa zu dieser Zeit entstand die anonym veröffentlichte Schrift Certain disquisitions and consideration, die Ward gemeinsam mit Peter Gunning (1614–1684), John Barwick (1612–1664) und Isaac Barrow (1613–1680) verfasste. Ebenfalls 1643 reiste er mit Charles Scarburgh nach Albury, um dort mit William Oughtred über einige Unklarheiten in Oughtreds Clavis mathematicae (1631) zu diskutieren. Später behandelte Ward Oughtreds Schrift in seinen Cambridger Vorlesungen.
Im August 1644 verlor Ward seinen Posten in Cambridge. Er verbrachte einige Zeit bei Verwandten seines Mentors Samuel Ward, in oder bei London. Bis 1649 war er Lehrer der Söhne von Ralph Freeman (1627–1714) in Aspenden. Anschließend wirkte Ward für einige Monate als Kaplan für Thomas Wenman (1596–1665) in Thame.
Nach der Lockerung der Gültigkeit des Solemn League and Convenant wurde er 1649 Savilian Professor für Astronomie in Oxford. Oliver Cromwell hatte im Jahr zuvor den vorherigen Savilian Professor John Greaves abgesetzt. Ward lebte im Wadham College, wo er ein Observatorium einrichtete. Er war der Erste, der in Oxford das Kopernikanische System lehrte.
Während seiner Tätigkeit als Professor an der Universität Oxford veröffentlichte er seine Hauptwerke zur Theorie der Planetenbewegung, im Jahr 1653 erschien In Ismaelis Bullialdi astronomiae philolaicae fundamenta inquisitio brevis (in der er Angriffen von Ismael Boulliau auf die Kepler-Gesetze der Planetenbewegung begegnete) und 1656 Astronomia geometrica.
Er schrieb mathematische Werke wie Idea trigonometriae demonstratae (1654). Im selben Jahr verteidigte er mit John Wilkins in Vindiciae Academiarum die Universitätsgelehrten gegen den Vorwurf des Armeekaplans John Webster (Academiarum Examen 1654), blind dem Aristotelismus verhaftet zu sein und wenig zum Fortschritt der zeitgenössischen Wissenschaft (Mathematik und Naturwissenschaft) beizutragen, im Gegensatz zu Mathematikern wie Oughtred, John Napier und Henry Briggs. Auch mit Thomas Hobbes, der die Mathematik und die Universitäten angriff, kam es zu einem Disput in Thomae Hobbii philosophiam exercitation epistolica von 1656, auf die Hobbes mit seinen Six Lessonts to the Savilian Professor of Mathematics im selben Jahr antwortete.
1654 erhielt er einen Grad in Theologie der Universität Oxford und 1657 wurde er zum Präsidenten des Jesus College in Oxford gewählt, trat das Amt aber nie an, da Cromwell einen anderen vorzog. 1659 wurde er Präsident des Trinity College in Oxford, verlor den Posten aber nach der Thronbesteigung von Karl II. 1661 trat er vom Amt des Savilian Professors zurück und wurde 1662 Bischof von Exeter (den Posten des Dean von Exeter hatte er schon). Er war als Bischof ein Gegner der Nonkonformisten und baute die Kathedrale von Exeter aus. 
Er war Gründungsmitglied der Royal Society und wurde am 20. Mai 1663 als Mitglied („Original Fellow“) gewählt.
1667 wurde er Bischof von Salisbury, wo er ebenfalls die Kathedrale restaurierte und den Bischofspalast wieder aufbaute. Er liegt in der Kathedrale von Salisbury begraben.

## Schriften (Auswahl)
- Certain disquisitions and considerations representing to the conscience the unlawfulnesse of the oath, entituled, A solemn League and Covenant for reformation &c. As also the insufficiency of the arguments used in the exhortation for taking the said Covenant. Oxford 1644 (Volltext, Digitalisat) – anonym.
- A philosophicall essay towards an eviction of the being and attributes of God. Immortality of the souls of men. Truth and authority of Scripture. together with an index of the heads of every particular part. Oxford 1652 (Volltext).
- De cometis ubi de cometarum natura disseritur […]. Oxford 1653 (Digitalisat).
- Idea trigonometriae demonstratae […] item praelectio de Cometis et inquisitio in Bullialdi astronomiae philolaicae fundamenta. Oxford 1654 (Digitalisat).
- Astronomia geometrica: ubi methodus proponitur qua primariorum planetarum astronomia. London 1656 (Digitalisat).
- Thomae Hobbii philosophiam exercitatio epistolica. Oxford 1656 (Digitalisat).